# 赵匡胤千里送京娘

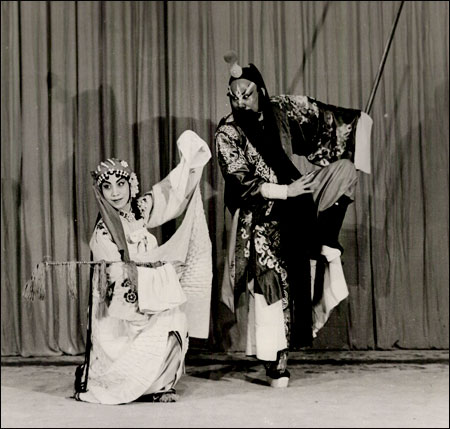
1961年，北方昆曲剧院演出《千里送京娘》剧照，侯永奎饰赵匡胤，李淑君饰赵京娘。

赵匡胤千里送京娘的传说來自宋朝開國功臣趙普所寫的《飛龍記》（後經清、吳璿潤飾成《飛龍全傳》廣為流傳，故《飛龍記》因此佚失，僅有殘篇），比较完整的文字记载最早可以见于明朝小说家冯梦龙的小说集《警世通言》。至清代，戏曲艺人据此编为传奇唱本，较著名的有李玉的传奇《风云会》及清宫传奇《盛世鸿图》。其后又有昆曲及京剧等多种戏剧问世，《千里送京娘》成为久演不衰的京、昆传统剧目。

## 故事情节
赵京娘，山西永济人，年方十七，随父去曲阳烧香还愿遭歹人劫持，幸遇赵匡胤相救，千里送其回家，一路上赵匡胤对京娘体贴关怀。途经武安门道川，京娘早上起来，临渊梳妆，向赵匡胤诉说爱慕之情，却被婉言回绝。是时，一轮朝阳喷薄欲出，赵匡胤踌躇满志，于石壁上作《咏日》一首：“欲出未出光辣挞，千山万山如火发。须臾走向天上来，赶却残星赶却月。”
冯梦龙《警世通言》记载：赵匡胤千里送京娘，为了行路方便，二人结为兄妹，京娘愿终身相托，然而赵匡胤道：“贤妹，不要怪我顽固做作，我本是为了义气千里步行送你回家。若我今日因私情和你在一起，与那两个劫持你的贼人有何区别？之前的一片真心成了虚情假意，只会让天下豪杰们笑话。”京娘道：“恩兄高见，妾今生虽无法报答兄长的恩德，死后也要衔环结草相报。”京娘返回蒲州家中，家人欲将京娘许配给赵匡胤，赵匡胤拒绝并大怒而去；但众人仍猜疑他俩之间的关系，为表二人清白，京娘留下绝命诗：“天付红颜不遇时，受人凌辱被人欺。今宵一死酬公子，彼此清名天地知。”后悬梁自缢而死（另一说是于武安门道川投湖自尽，京娘湖亦由此得名）。後來赵匡胤從軍立功，当上皇帝之後，追念昔日兄妹之情，遣人至蒲州寻访京娘，得知她早已以死明志，甚是嗟叹，追封其为贞义夫人，令当地立庙祭祀。

## 真实性考证
河南大学文学院教授王立群认为“千里送京娘”的故事真假参半，原因有四：
- 依据正史，故事发生的历史背景、构造的历史框架完全可以证明是真实的。
- 依据宋人的一些笔记，可以证明赵匡胤曾有在山西任职之经历。
- 根据宋人的笔记，可以证明赵匡胤曾经去过蒲州，而这正是赵京娘的家乡。
- 赵匡胤千里送京娘的故事，来源有自。

此外，武安历史上一直有京娘湖的的民间传说。

## 影视形象
- 绝代双雄（1986年新加坡电视剧）杨艳卿 饰
- 赵匡胤（1995年中国河南电视台电视剧）宋靖 饰
- 情剑山河（1996年台湾电视剧）关咏荷 饰
- 大宋传奇之赵匡胤（高希希执导电视剧）周扬 饰